# Wereldkampioenschappen schaatsen afstanden 1996
De wereldkampioenschappen afstanden 1996 op de schaats werden van vrijdag 15 tot en met zondag 17 maart gehouden in het Vikingskipet, de Olympische schaatshal van 1994, in Hamar, Noorwegen.
Het waren de eerste WK afstanden. Voor het eerst konden de specialisten op een afstand jaarlijks wedijveren om 's werelds beste te zijn.

## Schema
Het toernooi werd verreden volgens onderstaand programma.
| Datum                  | Onderdeel                                                                                               |
| ---------------------- | --- |
| vrijdag 15 maart 1996  | 5000 meter mannen 500 meter vrouwen 1e run 500 meter vrouwen 2e run 3000 meter vrouwen                  |
| zaterdag 16 maart 1996 | 500 meter mannen 1e run 500 meter mannen 2e run 1500 meter mannen 1000 meter vrouwen 5000 meter vrouwen |
| zondag 17 maart 1996   | 1000 meter mannen 10.000 meter mannen 1500 meter vrouwen                                                |

## Medailles

### Mannen
| Onderdeel        | Goud                       | Goud                        | Zilver                     | Zilver               | Brons                      | Brons                |
| ---------------- | -------------------------- | --------------------------- | -------------------------- | -------------------- | -------------------------- | -------------------- |
| 500 m Details    | Hiroyasu Shimizu Japan     | 72,060 WR (35,91 BR /36,15) | Sergej Klevtsjenja Rusland | 72,210 (36,13/36,08) | Roger Strøm Noorwegen      | 72,850 (36,62/36,23) |
| 1000 m Details   | Sergej Klevtsjenja Rusland | 1.13,30                     | Ådne Søndrål Noorwegen     | 1.13,78              | Jegal Sung-yeol Zuid-Korea | 1.14,16              |
| 1500 m Details   | Jeroen Straathof Nederland | 1.53,94                     | Ådne Søndrål Noorwegen     | 1.54,14              | Martin Hersman Nederland   | 1.54,38              |
| 5000 m Details   | Ids Postma Nederland       | 6.47,09                     | Keiji Shirahata Japan      | 6.47,20              | Gianni Romme Nederland     | 6.48,21              |
| 10.000 m Details | Gianni Romme Nederland     | 14.05,46                    | Bart Veldkamp België       | 14.15,20             | Frank Dittrich Duitsland   | 14.15,33             |

### Vrouwen
| Onderdeel      | Goud                             | Goud                    | Zilver                       | Zilver               | Brons                           | Brons                |
| -------------- | -------------------------------- | ----------------------- | ---------------------------- | -------------------- | ------------------------------- | -------------------- |
| 500 m Details  | Svetlana Zjoerova Rusland        | 79,300 WR (39,73/39,57) | Kyoko Shimazaki Japan        | 79,470 (39,90/39,57) | Tomomi Okazaki Japan            | 79,560 (39,81/39,75) |
| 1000 m Details | Annamarie Thomas Nederland       | 1.21,01                 | Chris Witty Verenigde Staten | 1.21,25              | Emese Hunyady Oostenrijk        | 1.21,53              |
| 1500 m Details | Annamarie Thomas Nederland       | 2.04,46                 | Claudia Pechstein Duitsland  | 2.05,22              | Sandra Zwolle Nederland         | 2.05,26              |
| 3000 m Details | Gunda Niemann-Kleemann Duitsland | 4.13,83                 | Claudia Pechstein Duitsland  | 4.18,17              | Ljoedmila Prokasjeva Kazachstan | 4.20,90              |
| 5000 m Details | Claudia Pechstein Duitsland      | 7.26,36                 | Carla Zijlstra Nederland     | 7.28,79              | Elena Belci-Dal Farra Italië    | 7.30,66              |

## 500 meter mannen
| #      | Schaatser           | Land             | Tijd    | 1e 500m    | 2e 500m    |
| ------ | ------------------- | ---------------- | ------- | ---------- | ---------- |
| Goud   | Hiroyasu Shimizu    | Japan            | 1.12,06 | 35,91 (1)  | 36,15 (2)  |
| Zilver | Sergej Klevtsjenja  | Rusland          | 1.12,21 | 36,13 (2)  | 36,08 (1)  |
| Brons  | Roger Strøm         | Noorwegen        | 1.12,85 | 36,62 (6)  | 36,23 (3)  |
| 4      | Yasunori Miyabe     | Japan            | 1.12,90 | 36,59 (5)  | 36,31 (4)  |
| 5      | Jegal Sung-yeol     | Zuid-Korea       | 1.13,05 | 36,50 (4)  | 36,66 (5)  |
| 6      | Manabu Horii        | Japan            | 1.13,13 | 36,39 (3)  | 36,74 (6)  |
| 7      | Vadim Sjaksjakbajev | Kazachstan       | 1.13,57 | 36,81 (8)  | 36,76 (7)  |
| 8      | Grunde Njøs         | Noorwegen        | 1.13,64 | 36,75 (7)  | 36,89 (8)  |
| 9      | Casey FitzRandolph  | Verenigde Staten | 1.13,80 | 36,86 (9)  | 36,94 (9)  |
| 10     | Gerard van Velde    | Nederland        | 1.13,98 | 36,97 (11) | 37,01 (10) |
| =      | Sylvain Bouchard    | Canada           | 1.13,98 | 36,93 (10) | 37,05 (12) |

## 1000 meter mannen
| #      | Schaatser          | Land             | Tijd    |
| ------ | ------------------ | ---------------- | ------- |
| Goud   | Sergej Klevtsjenja | Rusland          | 1.13,30 |
| Zilver | Ådne Søndrål       | Noorwegen        | 1.13,78 |
| Brons  | Jegal Sung-yeol    | Zuid-Korea       | 1.14,16 |
| 4      | Gerard van Velde   | Nederland        | 1.14,25 |
| 5      | Manabu Horii       | Japan            | 1.14,41 |
| 6      | Peter Adeberg      | Duitsland        | 1.14,57 |
| 7      | Casey FitzRandolph | Verenigde Staten | 1.14,64 |
| 8      | Sylvain Bouchard   | Canada           | 1.14,65 |
| 9      | Neal Marshall      | Canada           | 1.14,76 |
| 10     | Matthias Pfeiffer  | Duitsland        | 1.14,80 |

## 1500 meter mannen
| #      | Schaatser        | Land             | Tijd    |
| ------ | ---------------- | ---------------- | ------- |
| Goud   | Jeroen Straathof | Nederland        | 1.53,94 |
| Zilver | Ådne Søndrål     | Noorwegen        | 1.54,14 |
| Brons  | Martin Hersman   | Nederland        | 1.54,38 |
| 4      | KC Boutiette     | Verenigde Staten | 1.54,40 |
| 5      | Peter Adeberg    | Duitsland        | 1.54,45 |
| 6      | Hiroyuki Noake   | Japan            | 1.54,53 |
| 7      | Toru Aoyanagi    | Japan            | 1.54,72 |
| 8      | Neal Marshall    | Canada           | 1.55,26 |
| 9      | Cédric Kuentz    | Frankrijk        | 1.55,47 |
| 10     | Roberto Sighel   | Italië           | 1.56,33 |

## 5000 meter mannen
| #      | Schaatser            | Land             | Tijd    |
| ------ | -------------------- | ---------------- | ------- |
| Goud   | Ids Postma           | Nederland        | 6.47,09 |
| Zilver | Keiji Shirahata      | Japan            | 6.47,20 |
| Brons  | Gianni Romme         | Nederland        | 6.48,21 |
| 4      | Bart Veldkamp        | België           | 6.49,57 |
| 5      | Frank Dittrich       | Duitsland        | 6.50,08 |
| 6      | KC Boutiette         | Verenigde Staten | 6.52,28 |
| 7      | Toshihiko Itokawa    | Japan            | 6.52,78 |
| 8      | Rintje Ritsma        | Nederland        | 6.53,14 |
| 9      | Dave Tamburrino      | Verenigde Staten | 6.55,29 |
| 10     | Alexander Baumgärtel | Duitsland        | 6.56,41 |

## 10.000 meter mannen
| #      | Schaatser            | Land      | Tijd     |
| ------ | -------------------- | --------- | -------- |
| Goud   | Gianni Romme         | Nederland | 14.05,46 |
| Zilver | Bart Veldkamp        | België    | 14.15,20 |
| Brons  | Frank Dittrich       | Duitsland | 14.15,33 |
| 4      | Keiji Shirahata      | Japan     | 14.15,95 |
| 5      | Toshihiko Itokawa    | Japan     | 14.19,89 |
| 6      | Alexander Baumgärtel | Duitsland | 14.21,90 |
| 7      | Toru Aoyanagi        | Japan     | 14.22,75 |
| 8      | Vadim Sajoetin       | Rusland   | 14.24,32 |
| 9      | Jonas Schön          | Zweden    | 14.25,26 |
| 10     | Rintje Ritsma        | Nederland | 14.26,27 |

## 500 meter vrouwen
| #      | Schaatsster          | Land             | Tijd    | 1e 500m    | 2e 500m    |
| ------ | -------------------- | ---------------- | ------- | ---------- | ---------- |
| Goud   | Svetlana Zjoerova    | Rusland          | 1.19,30 | 39,73 (1)  | 39,57 (1)  |
| Zilver | Kyoko Shimazaki      | Japan            | 1.19,47 | 39,90 (3)  | 39,57 (1)  |
| Brons  | Tomomi Okazaki       | Japan            | 1.19,56 | 39,81 (2)  | 39,75 (3)  |
| 4      | Franziska Schenk     | Duitsland        | 1.20,11 | 40,07 (5)  | 40,04 (4)  |
| 5      | Catriona LeMay-Doan  | Canada           | 1.20,17 | 39,94 (4)  | 40,23 (6)  |
| 6      | Oksana Ravilova      | Rusland          | 1.20,24 | 40,07 (5)  | 40,17 (5)  |
| 7      | Edel Therese Høiseth | Noorwegen        | 1.20,37 | 40,10 (8)  | 40,27 (8)  |
| 8      | Sabine Völker        | Duitsland        | 1.20,49 | 40,25 (9)  | 40,24 (7)  |
| 9      | Susan Auch           | Canada           | 1.20,50 | 40,07 (5)  | 40,43 (9)  |
| 10     | Chris Witty          | Verenigde Staten | 1.20,90 | 40,43 (11) | 40,47 (10) |

## 1000 meter vrouwen
| #      | Schaatser         | Land             | Tijd    |
| ------ | ----------------- | ---------------- | ------- |
| Goud   | Annamarie Thomas  | Nederland        | 1.21,01 |
| Zilver | Chris Witty       | Verenigde Staten | 1.21,25 |
| Brons  | Emese Hunyady     | Oostenrijk       | 1.21,53 |
| 4      | Sandra Zwolle     | Nederland        | 1.21,58 |
| 5      | Christine Aaftink | Nederland        | 1.21,66 |
| 6      | Becky Sundstrom   | Verenigde Staten | 1.21,74 |
| 7      | Tomomi Okazaki    | Japan            | 1.21,81 |
| 8      | Sabine Völker     | Duitsland        | 1.21,99 |
| 9      | Shiho Kusunose    | Japan            | 1.22,01 |
| 10     | Moira D'Andrea    | Verenigde Staten | 1.22,14 |

## 1500 meter vrouwen
| #      | Schaatser            | Land       | Tijd    |
| ------ | -------------------- | ---------- | ------- |
| Goud   | Annamarie Thomas     | Nederland  | 2.04,46 |
| Zilver | Claudia Pechstein    | Duitsland  | 2.05,22 |
| Brons  | Sandra Zwolle        | Nederland  | 2.05,26 |
| 4      | Mie Uehara           | Japan      | 2.05,50 |
| 5      | Mie Shimizu          | Japan      | 2.05,58 |
| 6      | Ljoedmila Prokasjeva | Kazachstan | 2.05,65 |
| 7      | Svetlana Bazjanova   | Rusland    | 2.05,90 |
| 8      | Emese Hunyady        | Oostenrijk | 2.06,09 |
| 9      | Anni Friesinger      | Duitsland  | 2.06,12 |
| 10     | Chiharu Nozaki       | Japan      | 2.07,06 |

## 3000 meter vrouwen
| #      | Schaatser              | Land       | Tijd    |
| ------ | ---------------------- | ---------- | ------- |
| Goud   | Gunda Niemann-Kleemann | Duitsland  | 4.13,83 |
| Zilver | Claudia Pechstein      | Duitsland  | 4.18,17 |
| Brons  | Ljoedmila Prokasjeva   | Kazachstan | 4.20,90 |
| 4      | Anni Friesinger        | Duitsland  | 4.21,16 |
| 5      | Mie Uehara             | Japan      | 4.21,89 |
| 6      | Svetlana Bazjanova     | Rusland    | 4.22,32 |
| 7      | Carla Zijlstra         | Nederland  | 4.23,18 |
| 8      | Elena Belci-Dal Farra  | Italië     | 4.23,32 |
| 9      | Tonny de Jong          | Nederland  | 4.23,42 |
| =      | Annamarie Thomas       | Nederland  | 4.23,42 |

## 5000 meter vrouwen
| #      | Schaatser                | Land      | Tijd    |
| ------ | ------------------------ | --------- | ------- |
| Goud   | Claudia Pechstein        | Duitsland | 7.26,36 |
| Zilver | Carla Zijlstra           | Nederland | 7.28,79 |
| Brons  | Elena Belci-Dal Farra    | Italië    | 7.30,66 |
| 4      | Tonny de Jong            | Nederland | 7.33,40 |
| 5      | Mie Uehara               | Japan     | 7.33,44 |
| 6      | Miki Ogasawara           | Japan     | 7.35,38 |
| 7      | Heike Warnicke-Schalling | Duitsland | 7.37,61 |
| 8      | Mihaela Dascalu          | Roemenië  | 7.39,70 |
| 9      | Svetlana Vysokova        | Rusland   | 7.40,17 |
| 10     | Chiharu Nozaki           | Japan     | 7.53,81 |

## Medaillespiegel
| Plaats | Land             | Goud | Zilver | Brons | Totaal |
| 1      | Nederland        | 5    | 1      | 3     | 9      |
| 2      | Duitsland        | 2    | 2      | 1     | 5      |
| 3      | Rusland          | 2    | 1      | 0     | 3      |
| 4      | Japan            | 1    | 2      | 1     | 4      |
| 5      | Noorwegen        | 0    | 2      | 1     | 3      |
| 6      | België           | 0    | 1      | 0     | 1      |
| 7      | Verenigde Staten | 0    | 1      | 0     | 1      |
| 8      | Italië           | 0    | 0      | 1     | 1      |
| 9      | Kazachstan       | 0    | 0      | 1     | 1      |
| 10     | Oostenrijk       | 0    | 0      | 1     | 1      |
| 11     | Zuid-Korea       | 0    | 0      | 1     | 1      |
| Totaal | Totaal           | 10   | 10     | 10    | 30     |